# Moby
Richard Melville Hall, * 11. september 1965, Harlem, New York. 
Bolj znan po svojem umetniškem nazivu Moby, je ameriški pevec, pisec besedil, glasbenik, DJ in fotograf. Popularen je po svoji elektronski glasbi, veganskem življenjskem stilu in podporništvu pravic živali. Moby je prodal več kot 20 milijonov albumov. 
Mednarodno je postal znan po petem studijskemu albumu Play. Originalno je izšel leta 1999, bil prodan v 6000 kopijah prvi teden, nato pa je postal v začetku leta 2000 nepričakovan hit in bil prodan v 10 milijonih kopijah po svetu. Naslednji album leta 2002 imenovan 18 je bil prav tako velik uspeh in bil prodan v več kot 5 milijonih kopij. Album Hotel iz leta 2005 je bil prodan v okoli 2 milijonih kopijah. Zadnji Mobyjev album Innocents je izšel 1. oktobra 2013. 
Moby je prav napisal, miksal ali zložil glasbo za skupine kot so Michael Jackson, David Bowie, Daft Punk, Mylène Farmer, Brian Eno, Pet Shop Boys, Britney Spears, New Order, Public Enemy, Guns N' Roses, Metallica, Soundgarden in mnoge druge. 

## Discografija
Studijski albumi
- Moby (1992)
- Ambient (1993)
- Everything Is Wrong (1995)
- Animal Rights (1996)
- Play (1999)
- 18 (2002)
- Hotel (2005)
- Last Night (2008)
- Wait for Me (2009)
- Destroyed (2011)
- Innocents (2013)
- Long Ambients 1: Calm. Sleep. (2016)
- These Systems Are Failing (2016)
- More Fast Songs About the Apocalypse (2017)
- Everything Was Beautiful, and Nothing Hurt (2018)
- Long Ambients 2 (2019)
- All Visible Objects (2020)
- Live Ambients – Improvised Recordings Vol. 1 (2020)
- Reprise (2021)
- Ambient 23 (2023)
- Resound NYC (2023)
- Always Centered at Night (2024)

## Nadaljnjo branje
- Moby: Replay, 2001 - Olmstead Press (Martin, James)

## Intervjuji
- Eric Härle (March 25, 2003). Intervju z Kimbel Bouwman. "Interview with ERIC HÄRLE, manager at DEF for Moby, Sonique, Röyksopp — Mar 25, 2003". HitQuarters. http://www.hitquarters.com/index.php3?page=intrview/opar/intrview_EricHaerleInt.html. Pridobljeno September 29, 2011.
- »BBC – Press Office – Moby World Service interview«. BBC World Service. 29. april 2003. Pridobljeno 13. februarja 2012.
- Lawson, Willow (1. september 2004). »The Sounds of Moby«. Psychology Today. Arhivirano iz prvotnega spletišča dne 6. novembra 2007. Pridobljeno 1. septembra 2004.
- Sarah van Schagen (29. november 2006). »Moby reflects on his new "best of" album and his not-so-new social activism«. Grist (magazine). Pridobljeno 15. septembra 2014.
- Palmer, Tamara (3. november 2008). »Moby: The Fly Life«. SuicideGirls. Pridobljeno 29. septembra 2011.
- Olivier Laurent (3. maj 2011). »Destroyed: Moby's first photography book video interview«. British Journal of Photography. Pridobljeno 21. marca 2012.
- Moby (May 9, 2011). "The Humility That Comes From Being Hated": Moby Interviewed. Intervju z Stephen Dalton. http://thequietus.com/articles/06224-moby-interview-destroyed. Pridobljeno September 28, 2011.
- Elizabeth Avedon (22. oktober 2011). »Moby talks to Elizabeth Avedon«. La Lettre De La Photographie. Arhivirano iz prvotnega dne 4. oktobra 2011. Pridobljeno 21. marca 2012.{{navedi splet}}:  Vzdrževanje CS1: bot: neznano stanje prvotnega URL-ja (povezava)
- Lee, Jaeah (2. september 2014). »Exclusive Premiere of Moby's New Video, 'The Last Day'«. Mother Jones.
- Moby (November–December 2015). (Intervju). "Person of the Year: Moby". VegNews:  str. 26-27.  "If the tone of the message is too strident or too didactic or too loud, people won't pay attention to the substance of it."
- "Interview with electronic music legend Moby which is too short but I'm happy anyway". Silvia Pingitore, The Shortlisted. 28. maj 2021